# Teodora di Trebisonda
Teodora Comnena (1253 – Sinope, 1285) fu imperatrice di Trebisonda dal 1284 fino alla sua morte.

## Biografia
Teodora era figlia dell'imperatore trapezuntino Manuele I di Trebisonda e della sua seconda moglie, la principessa georgiana Rosanna.
Nel 1284, con l'aiuto del re georgiano di Imereti, Davide VI di Georgia, riuscì a spodestare il suo fratellastro Giovanni II di Trebisonda, ed a farsi incoronare imperatrice. Giovanni II di Trebisonda, però, radunato un esercito di soldati a lui fedeli riuscì a sconfiggerla e mandarla a morte l'anno seguente. Teodora riuscì a regnare abbastanza a lungo da far coniare delle monete col suo volto.

## Ascendenza
|                         |   |         | Genitori               |  |  | Nonni |  |  | Bisnonni        |  |  | Trisnonni           |  |
|                         |   |         |                        |  |  |       |  |  | Manuele Comneno |  |  | Andronico I Comneno |  |
|                         |   |         |                        |  |  |       |  |  | Manuele Comneno |  |  | Andronico I Comneno |  |
|                         |   | …       |                        |  |  |       |  |  | Manuele Comneno |  |  |                     |  |
| Alessio I di Trebisonda |   |         |                        |  |  |       |  |  | Manuele Comneno |  |  |                     |  |
|                         |   | Rusudan | Giorgio III di Georgia |  |  |       |  |  |                 |  |  |                     |  |
|                         |   | Rusudan | Giorgio III di Georgia |  |  |       |  |  |                 |  |  |                     |  |
|                         |   | Rusudan | Burdukhan d'Alania     |  |  |       |  |  |                 |  |  |                     |  |
| Manuele I di Trebisonda |   | Rusudan |                        |  |  |       |  |  |                 |  |  |                     |  |
|                         |   | …       | …                      |  |  |       |  |  |                 |  |  |                     |  |
|                         |   | …       | …                      |  |  |       |  |  |                 |  |  |                     |  |
|                         |   | …       | …                      |  |  |       |  |  |                 |  |  |                     |  |
| Teodora Axuchina        |   | …       |                        |  |  |       |  |  |                 |  |  |                     |  |
|                         |   | …       | …                      |  |  |       |  |  |                 |  |  |                     |  |
|                         |   | …       | …                      |  |  |       |  |  |                 |  |  |                     |  |
|                         |   | …       | …                      |  |  |       |  |  |                 |  |  |                     |  |
| Teodora di Trebisonda   |   | …       |                        |  |  |       |  |  |                 |  |  |                     |  |
|                         | … | …       |                        |  |  |       |  |  |                 |  |  |                     |  |
|                         | … | …       |                        |  |  |       |  |  |                 |  |  |                     |  |
|                         | … | …       |                        |  |  |       |  |  |                 |  |  |                     |  |
| …                       | … |         |                        |  |  |       |  |  |                 |  |  |                     |  |
|                         |   | …       | …                      |  |  |       |  |  |                 |  |  |                     |  |
|                         |   | …       | …                      |  |  |       |  |  |                 |  |  |                     |  |
|                         |   | …       | …                      |  |  |       |  |  |                 |  |  |                     |  |
| Rusudan di Georgia      |   | …       |                        |  |  |       |  |  |                 |  |  |                     |  |
|                         |   | …       | …                      |  |  |       |  |  |                 |  |  |                     |  |
|                         |   | …       | …                      |  |  |       |  |  |                 |  |  |                     |  |
|                         |   | …       | …                      |  |  |       |  |  |                 |  |  |                     |  |
| …                       |   | …       |                        |  |  |       |  |  |                 |  |  |                     |  |
|                         |   | …       | …                      |  |  |       |  |  |                 |  |  |                     |  |
|                         |   | …       | …                      |  |  |       |  |  |                 |  |  |                     |  |
|                         |   | …       | …                      |  |  |       |  |  |                 |  |  |                     |  |
|                         |   | …       |                        |  |  |       |  |  |                 |  |  |                     |  |